# Еріх Мендельсон
Е́ріх Мендельсо́н (нім. Erich Mendelsohn, 21 березня 1887, Алленштейн, Східна Пруссія — 15 вересня 1953, Сан-Франциско, США) — німецький архітектор, експресіоніст (у 1920-х роках) і функціоналіст — у роботах пізнішого періоду.

## Біографія
Народився в місті Алленштейн у сім'ї євреїв — емігрантів з Польщі. Навчався у Вищій технічній школі у Шарлоттенбурзі, (Берлін) і Вищій технічній школі в Мюнхені (1907–1911) у Теодора Фішера. У 1911–1914 роках зблизився з групою В. Кандинського «Синій вершник». У 1919 разом з Людвігом Місом ван дер Рое, Вальтером Ґропіусом і Петером Беренсом організував «Листопадову групу», що об'єднала архітекторів-однодумців. Тоді ж відкриває свою майстерню в Берліні, яка незабаром стала одним з найвідоміших архітектурних бюро Німеччини. Перші ж роботи — знаменита вежа Ейнштейна у Потсдамі (1917–1921), універмаги Шоккена у Штутгарті (1926), Нюрнбергу і Хемніці (1926–1929) забезпечили архітектору суспільне визнання та увагу.
Незабаром Мендельсон побував у Нідерландах, і тут на нього справила враження творчість архітекторів-експресіоністів. Після повернення до Німеччини, він побудував будинок капелюшної фабрики в Луккенвальде (1921–1923), що нагадує ранні роботи данського архітектора Віллема Марінуса Дудока. Вивчення конструктивних особливостей матеріалів знайшло відображення в проєктах універмагів, побудованих Еріхом Мендельсоном в Бреслау, Штутгарті, Хемніці та Берліні у період 1927-1931-х.
У 1933 році він покинув нацистську Німеччину, деякий час проживав у Великій Британії (періоди 1933–1934 та 1939–1941 років) і в Палестині (1934–1939), а з 1941 року остаточно перебрався до США.
У перших своїх проєктах будівель, що принесли автору міжнародне визнання, Мендельсон перебував під явним впливом експресіоністського модернізму. До них насамперед належить вежа Ейнштейна, згодом приєднана до Астрофізичного інституту у Потсдамі (1920–1924) і будівля капелюшної фабрики в місті Луккенвальде, (на той час належало до землі Бранденбург, 1921–1923), а також універсальні магазини Шокена в Нюрнберзі (1926), Штутгарті (1926–1928) та інших містах й Колумбусхауз у Берліні (1929–1933).
Так само експресіоністський модернізм знайшов своє втілення і в проєктах Мендельсона, виконаних для Радянського Союзу. Такий, перш за все, новаторський проєкт комплексу споруд трикотажної фабрики «Красное знамя» в Ленінграді (1925), за яким було споруджено будинок силової підстанції цієї фабрики (решта проєкту згодом була змінена іншими архітекторами), а також нереалізований конкурсний проєкт Палацу Рад у Москві (1932).
Проєкти Мендельсона в Ерец-Ісраель, завдяки своїм внутрішнім дворикам, критим переходам, а також контрастному поєднанню бетону й місцевих порід каменю, добре відповідають умовам клімату й особливостям рельєфу та органічно вписуються в навколишнє середовище. До них належать: будинок і бібліотека Шокена (1936–1937); лікарня Хадасса на горі Скопус (1936–1938); Англо-Палестинський банк (1938–1939), тепер Банк леуммі ле-Ісраель, та інші (усі перелічені будівлі знаходяться в Єрусалимі). Також за проєктами Мендельсона було збудовано дві лікарні в Хайфі (1937–1939); будинок Хаїма Вейцмана (1936–1937); сельськогосподарський факультет Єврейського університету, лабораторія Вольфа, тепер у складі Науково-дослідницького інституту імені Хаїма Вейцмана в Реховоті (1939–1941); торговельна школа Тітц в кібуці Ягур (1937–1939). Перелічені проєкти склали важливу віху в становленні ізраїльської архітектури.
З американських проєктів Мендельсона вирізняються: лікарня імені Маймоніда у Сан-Франциско (1948), синагогальний центр в Сент-Луїсі (штат Міссурі, 1950), а також синагоги у Вашингтоні, Балтиморі (штат Меріленд) і Сент-Полі (штат Міннесота). У США Мендельсон також займався викладанням: у 1941–1945-х в Колумбійському, Єльському, Гарвардському та Мічиганському університетах, з 1947 року — в Каліфорнійському університеті.

## Кращі архітектурні проєкти й будівлі

### Німеччина

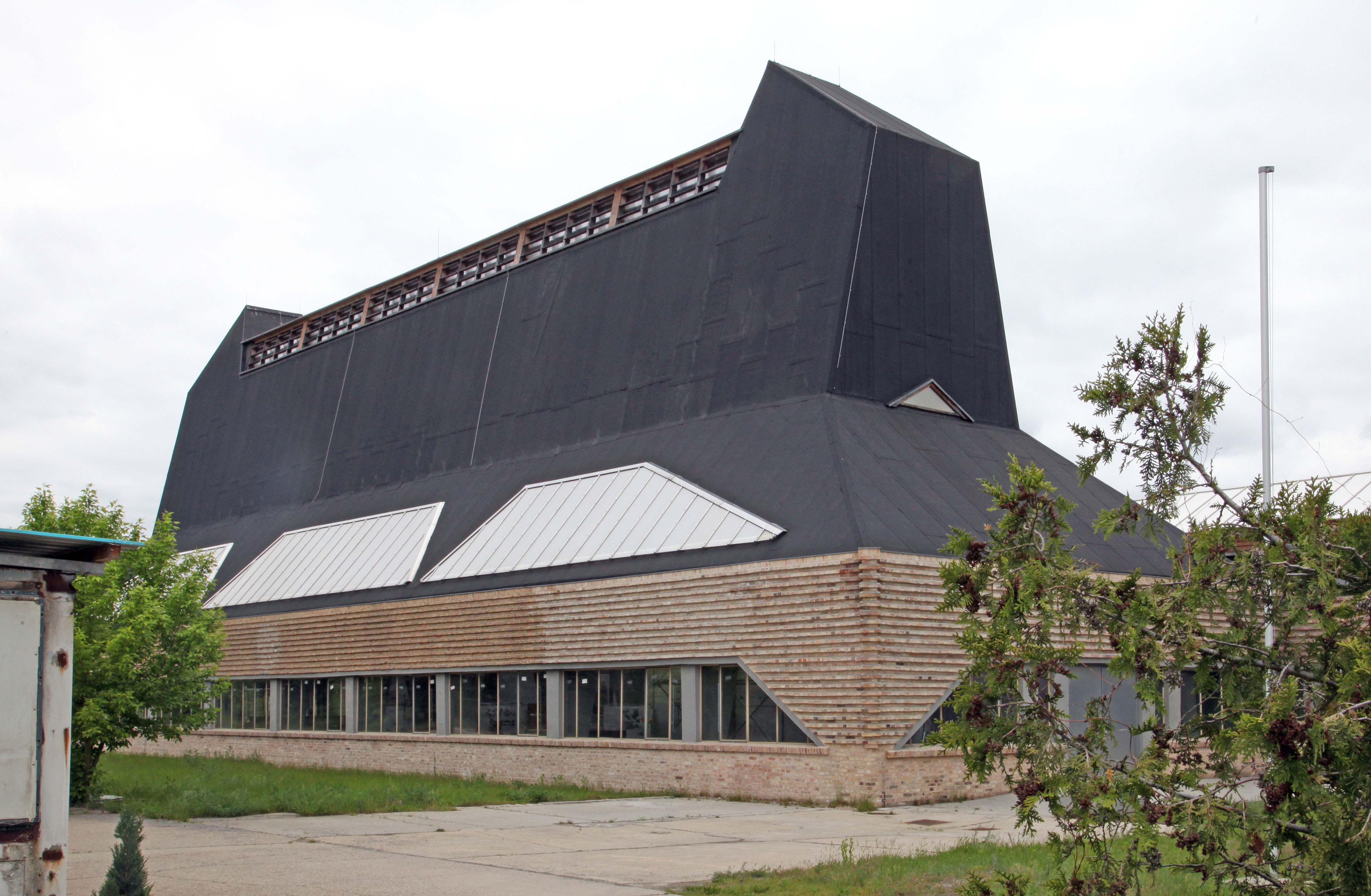
Капелюшна фабрика в Луккенвальде

- Колонія робітників для профспілки будівельників у Луккенвальде (1919–1920)
- Садовий павільйон для сім'ї Геррманн, Луккенвальде (1920)
- Заводський корпус капелюшної фабрики Геррманна, Луккенвальде (1919–1920)
- Реконструкція адміністративної будівлі страхової компанії «Hausleben», Берлін (1920)

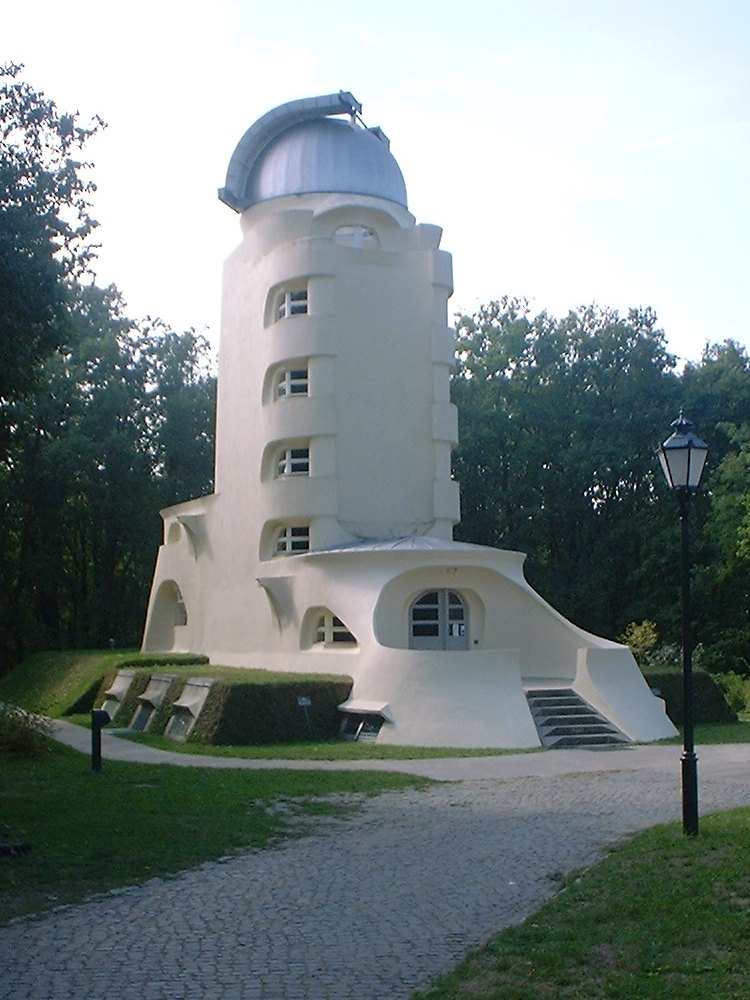
вежа Ейнштейна у потсдамському районі Бабельсберг

- вежа Ейнштейна (обсерваторія на горі Телеграфенберг у Потсдамі, 1917 або 1920–1921
- Подвійна вілла на майдані Каролінгерплац у Берліні (1921–1922)
- Будівля капелюшної фабрики Штайнберга, Луккенвальде (1921–1923)

- Будинок Моссе, Берлін (1921–1923)

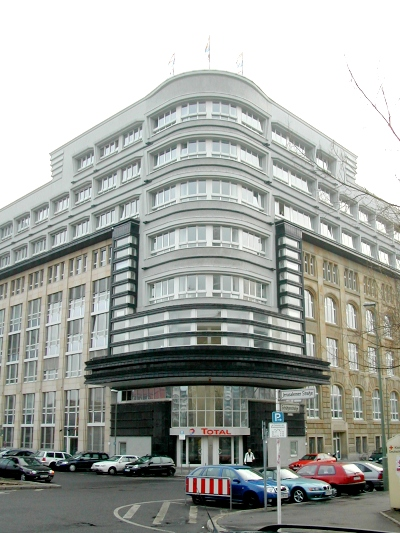
Будинок Моссе в Берліні

- Шовкова фабрика Вайхманна, Глівіце, Сілезія (1922)
- Вілла лікаря Штенефельда, Берлін (1923–1924)
- Будівля фабрики хутра «Ц.А Херпіх і сини», Берлін (1924–1929)
- Універмаги Шоккена, Нюрнберг (1925–1926)
- Реконструкція універмагу «Cohen & Epstein», Дуйсбург (1925–1927)
- Котедж лікаря Беяха, Штайнштюккен (1926–1927)
- Універмаг Шоккена у Штутгарті (1926–1928)
- Виставковий павільйон видавництва дому Рудольфа Моссе на виставці «Pressa» у Кельні (1928)

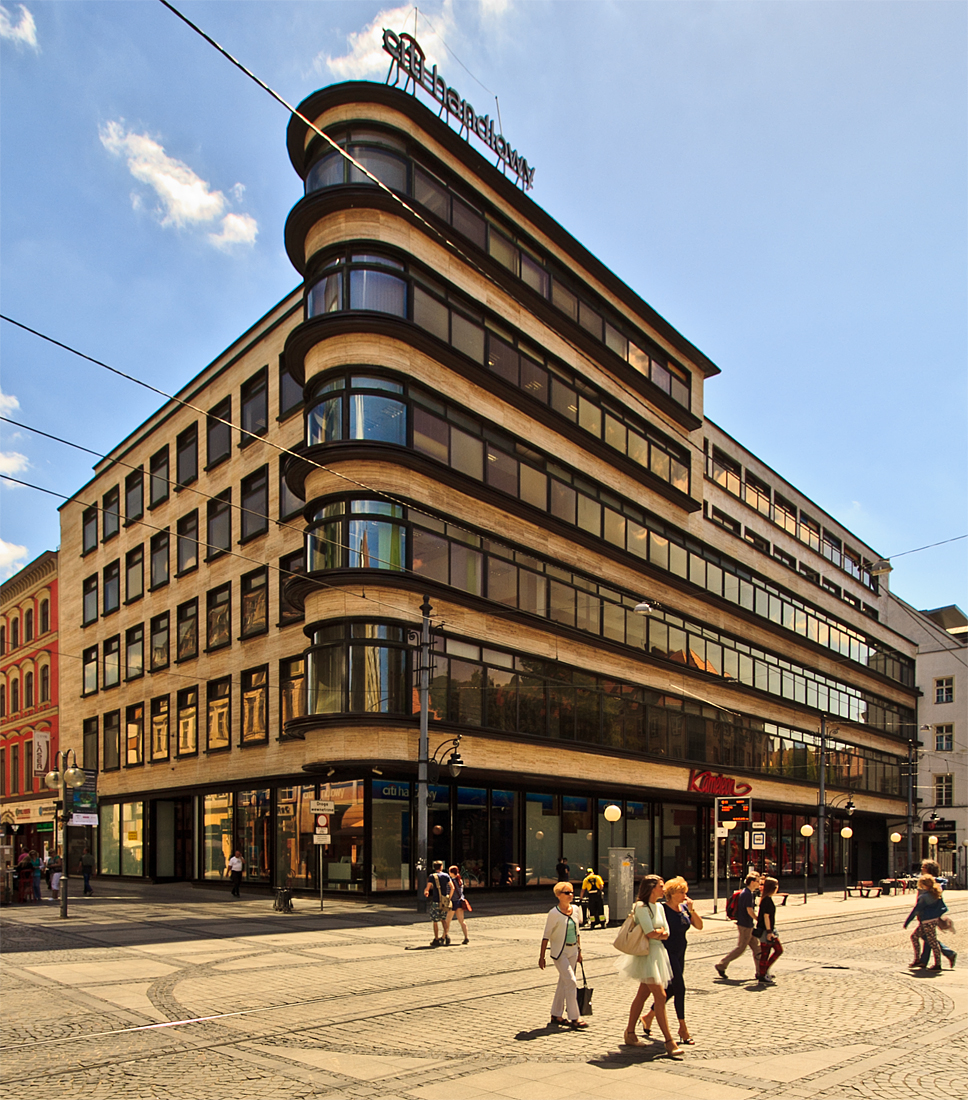
Магазин Петерсдорффа, Бреслау

- Магазин Рудольфа Петерсдорффа, Бреслау (1927–1928)
- Комплекс «Woga» і «Universum-Kino» в Берліні (1925–1931)
- Єврейське кладовище, Кенігсберг, Східна Пруссія (1927–1929)
- Універмаг Шоккена, Хемніц (1927–1930)

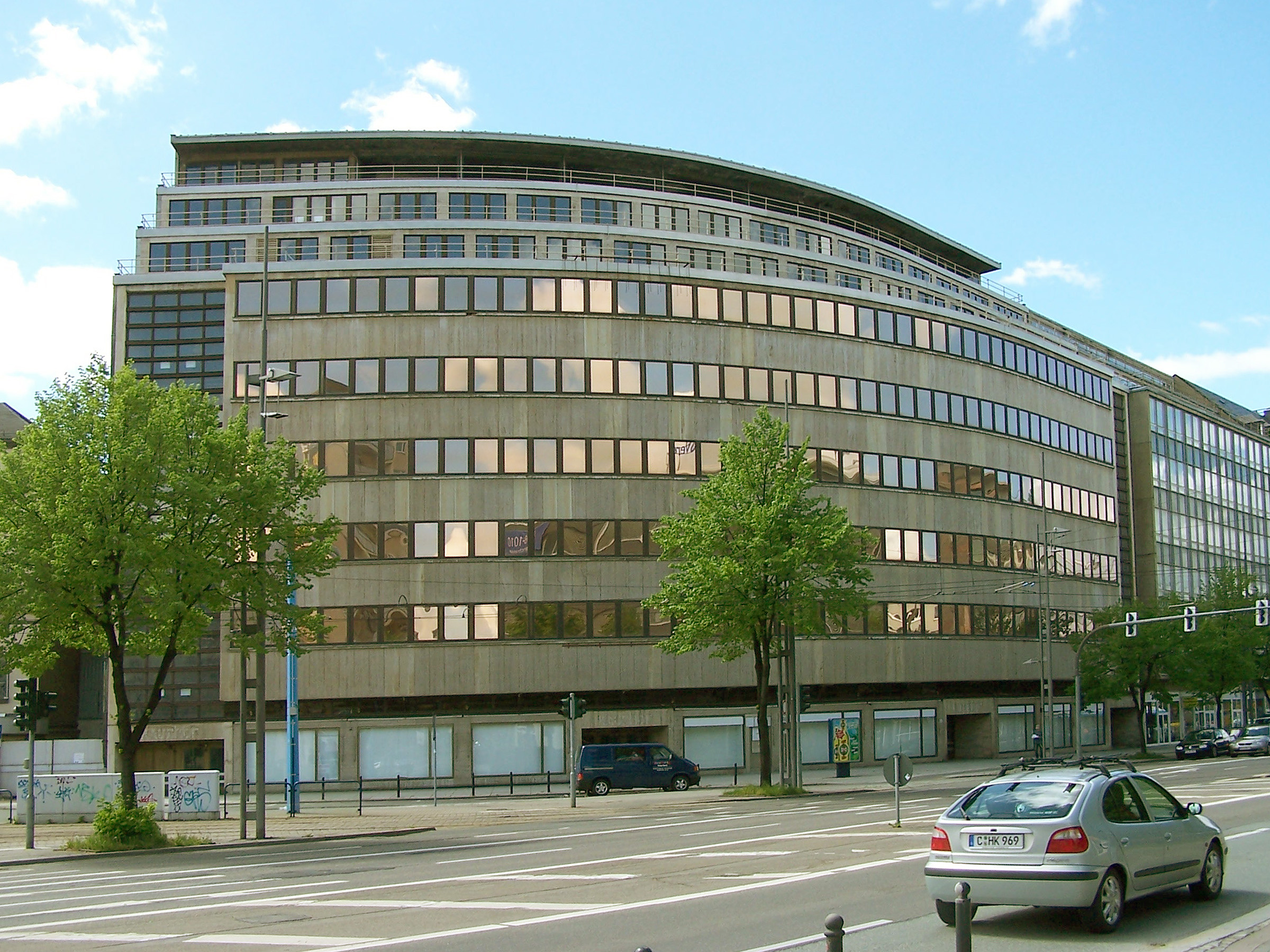
Універмаг Шоккена у Хемніці

- Власний будинок по вулиці Ам-Рупенхорн в Берліні (1928–1930)
- Будівля профспілки німецьких металістів, Берлін-Кройцберг (1928–1930)
- Колумбус-гауз[de], Потсдамська площа, Берлін (1928–1932)
- Єврейський молодіжний центр, Ессен (1930–1933)
- Масонська Ложа трьох патріархів, Тільзіт (1925–1926)

### Норвегія
- Садовий магазин «Dobloug», Осло, Норвегія (1932), збудовано за проєктом Мендельсона

### Велика Британія
- «The De La Warr Pavilion», Бексгілл-он-Сі[en], Сассекс, Англія (1934)
- Дім Німмо, Бакінгемшир, Англія (1933–1935).
- Дім Коена, Челсі, Лондон (1934–1936)
- Будівля компанії «Гілбі» Кемден, Лондон (1935–1936)

### Ізраїль
- Вілла Вейцмана, студентське містечко у Зів (тепер Науково-дослідний інститут імені Вейцмана), Реховот поблизу Тель-Авіва (1935–1936)
- У цей же період збудовано комплекс з трьох будівель Інституту Вейцмана
- Вілла і бібліотека Зальмана Шоккена, Єрусалим (1934–1936)
- Єврейський університет в Єрусалимі (1934–1940)
- Шпиталь Університету Хадасси, Єрусалим (1934–1939)
- Будівля Англо-палестинського банку, Єрусалим (1936–1939)
- Будівля урядового шпиталю, Хайфа (1937–1938)

### СРСР

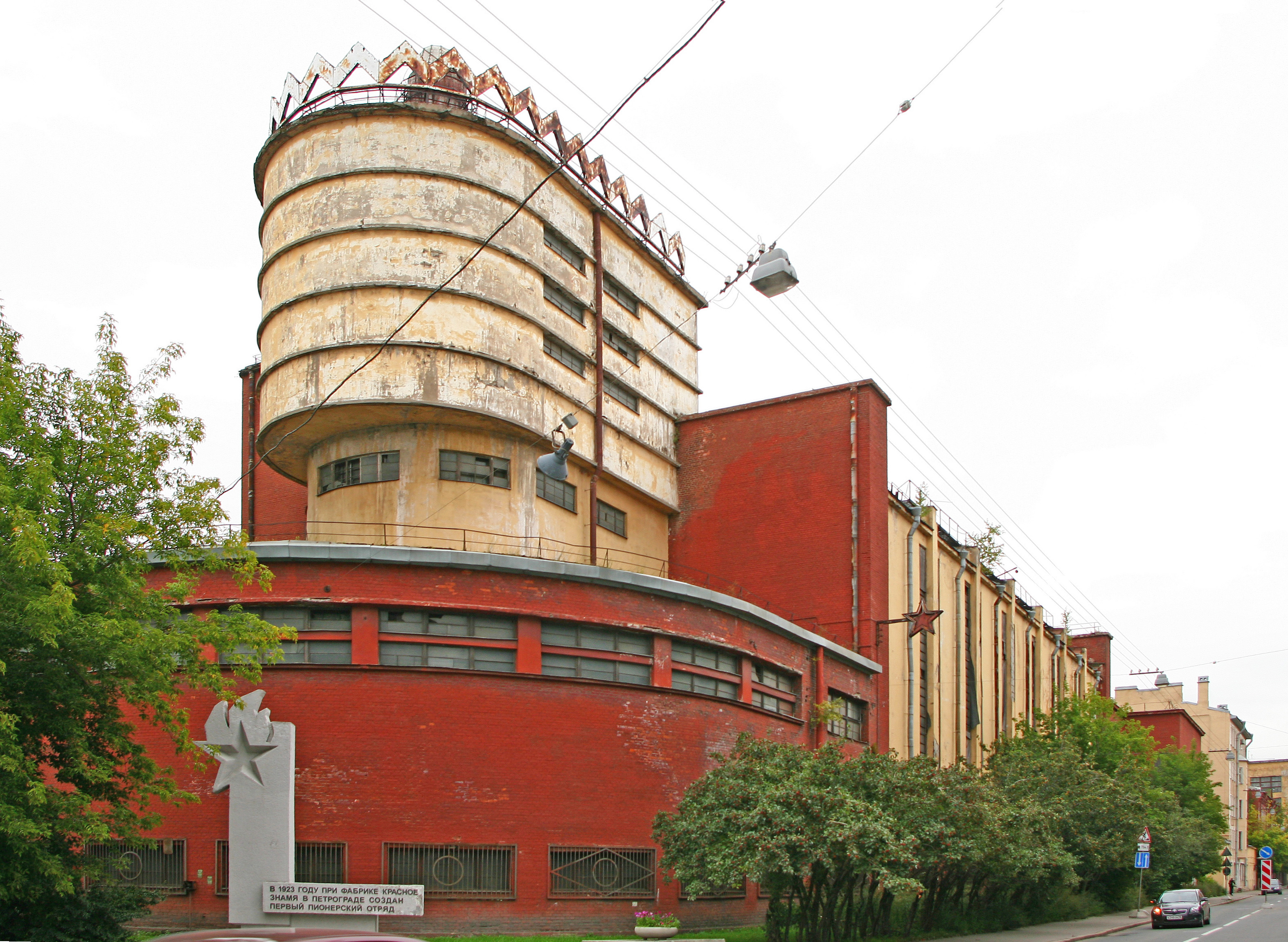
Силова станція текстильної фабрики «Красное знамя», Санкт-Петербург

- Текстильна фабрика «Красное знамя», Ленінград (1925–1926). За проєктом Мендельсона збудовано лише силову підстанцію, тепер є пам'яткою архітектури місцевого значення. Решта комплексу споруд фабрики добудовувалась у 1926–1928 та 1934–1937 роках за зміненим проєктом[7].
- Конкурсний проєкт Палацу Рад (1932, не здійснено).

### США
- Синагога B'Nai Amoona, тепер Центр креативних мистецтв, Юніверсіті Сіті, Міссурі (1946–1950)
- шпиталь Маймоніда, Сан-Франциско (1946–1950)
- Парк синагоги, Клівленд, Огайо (1946–1953)
- Дім Рассела, Сан-Франциско (1947–1951)
- Синагога Emanu-El, Гренд-Репідс, Мічиган (1948–1954)
- Синагога Mount Zion, Сент-Пол, Міннесота (1950–1954)